# St-Pierre-St-Paul (Châteauneuf)

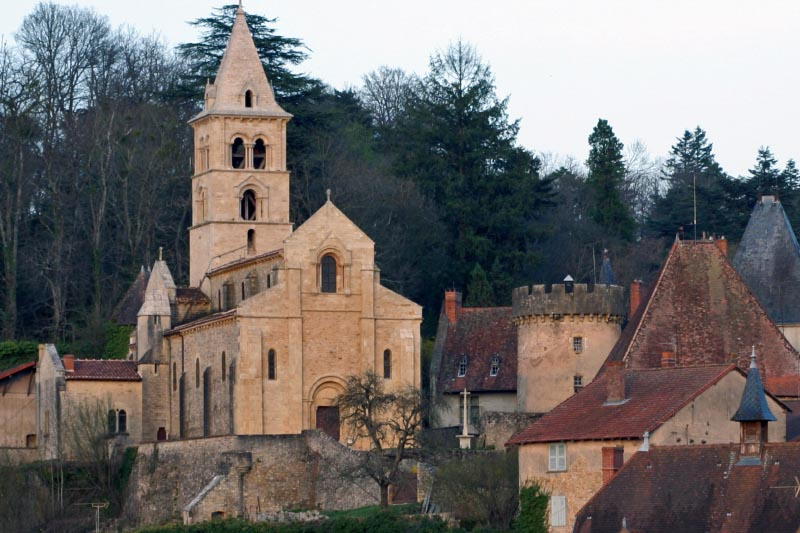
Ansicht der Kirche von Westen

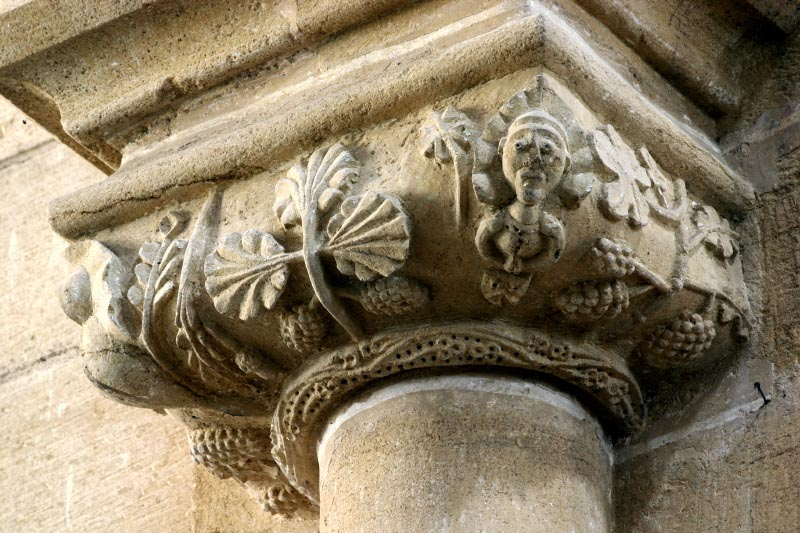
Kapitell in der Kirche

Die Kirche Saint-Pierre-Saint-Paul ist eine romanische Pfarrkirche in der Gemeinde Châteauneuf im Département Saône-et-Loire in der historischen Region Burgund (Frankreich), die im 12. Jahrhundert errichtet wurde. Sie wurde 1862 als Monument historique unter Denkmalschutz gestellt.

## Geschichte
Die Kirche von Châteauneuf gehörte zum ehemaligen Bistum Mâcon im Erzbistum Lyon. Die Einsetzung des Pfarrers erfolgte durch das Domkapitel in Lyon. Die Kirche hat als Patrozinium die Heiligen Simon Petrus und Paulus von Tarsus. Der im Hundertjährigen Krieg ausgebrannte Bau wurde mehrfach erneuert, so wurden 1463 die Pfeiler des Langhauses im spätgotischen Stil ersetzt. In der Mitte des 19. Jahrhunderts wurde die Kirche von Eugène Millet, einem Schüler von Eugène Viollet-le-Duc, restauriert.

## Architektur

### Innen
Die Kirche besitzt ein dreischiffiges Langhaus und ein eingezogenes Querhaus. Der Chor endet in einer Dreiapsidenanlage. Das dreijochige Langhaus wird von einer gegurteten Spitztonne geschlossen, die von zwei Arkaden getragen werden. Die Obergadenfenster werden von breiten Archivolten eingerahmt, die über schlanken Säulen aufsteigen. Beim Bau hat man sich wohl an der Abteikirche Saint-Fortunat in Charlieu orientiert.
Die Gewölbehöhe des Mittelschiffs von 12 Metern vermittelt einen himmelstrebenden Raumeindruck. Die Seitenschiffe sind sehr schmal im Vergleich zu ihrer Höhe. Mittel- und Seitenschiffe sind durch große Spitzbogenarkaden, die im 15. Jahrhundert erhöht wurden, verbunden. Den quadratischen Pfeilern sind auf drei Seiten Halbsäulen vorgelagert. Die Vierung, über der sich der Turm befindet, hat unter ihrer Kuppel einen oktogonalenTambour mit vier Rundbogenfenstern. Die Apsis erhält durch drei Rundbogenfenster Licht, die von einer fünfteiligen Blendarkatur über Pilastern und Säulen gerahmt werden.

### Außen
Der quadratische Vierungsturm besitzt einen steinernen Helm. Die beiden Obergeschosse haben Rundbogenfenster, die von Säulen mit skulptierten Kapitellen eingerahmt werden.
Die Hauptfassade weist drei Rundbogenfenster auf und das Hauptportal ist von den Kapitellen abgesehen schmucklos ausgeführt. Das Seitenportal besitzt einen Türsturz aus dem 12. Jahrhundert: Unter kleinen Arkaden stehend sind die zwölf Apostel dargestellt.
Das Gesims an den Apsiden ist profiliert und mit skulptierten Kragsteinen versehen, die Fratzen darstellen.